# Cap Lamb
Pour les articles homonymes, voir Lamb.
Le cap Lamb forme la pointe sud-ouest de l'île Vega, dans l'archipel de James Ross, en Antarctique.

## Description
Le cap Lamb est situé à la pointe sud-ouest de l'île Vega. Il culmine à 482 m et représente la plus grande zone dépourvue de glace de l'île. Sa surface est formée de sédiments datant du Crétacé au Miocène et de roches volcaniques,.
Il a été découvert en octobre 1903 par l'expédition antarctique suédoise, menée sous la direction d'Otto Nordenskjold de 1901 à 1904. Revisité en 1945 dans le cadre de l'opération Tabarin, il est nommé d'après le botaniste de l'expédition, Ivan Mackenzie Lamb.